# Spoorlijn Ossès-Saint-Martin-d'Arrossa - Saint-Étienne-de-Baïgorry
De spoorlijn Ossès-Saint-Martin-d'Arrossa - Saint-Étienne-de-Baïgorry was een spoorlijn van Saint-Martin-d'Arrossa naar Saint-Étienne-de-Baïgorry in het Franse departement Pyrénées-Atlantiques. De lijn was 8,8 km lang en heeft als lijnnummer 661 000.

## Geschiedenis
De lijn werd geopend door de Compagnie des Chemins de fer du Midi op 26 juni 1898. Het personenvervoer werd opgeheven op 8 oktober 1950.  Goederenvervoer tussen Eyheralde en Saint-Étienne-de-Baïgorry was er tot 28 januari 1991 en tussen Ossès-Saint-Martin-d'Arrossa en Eyheralde tot 1997.

## Aansluitingen
In de volgende plaats was een aansluiting op de volgende spoorlijnen:
Ossès - Saint-Martin-d'Arrossa
RFN 660 000, spoorlijn tussen Bayonne en Saint-Jean-Pied-de-Port

## Elektrische tractie
De lijn werd in 1931 geëlektrificeerd met een gelijkspanning van 1500 volt. 